# Phrynobatrachus acutirostris
Phrynobatrachus acutirostris là một loài ếch trong họ Petropedetidae.
Nó được tìm thấy ở Burundi, Cộng hòa Dân chủ Congo, và Rwanda.
Các môi trường sống tự nhiên của chúng là các khu rừng vùng núi ẩm nhiệt đới hoặc cận nhiệt đới và sông. Loài này đang bị đe dọa do mất môi trường sống.